# Вестштадт (Карлсруэ)

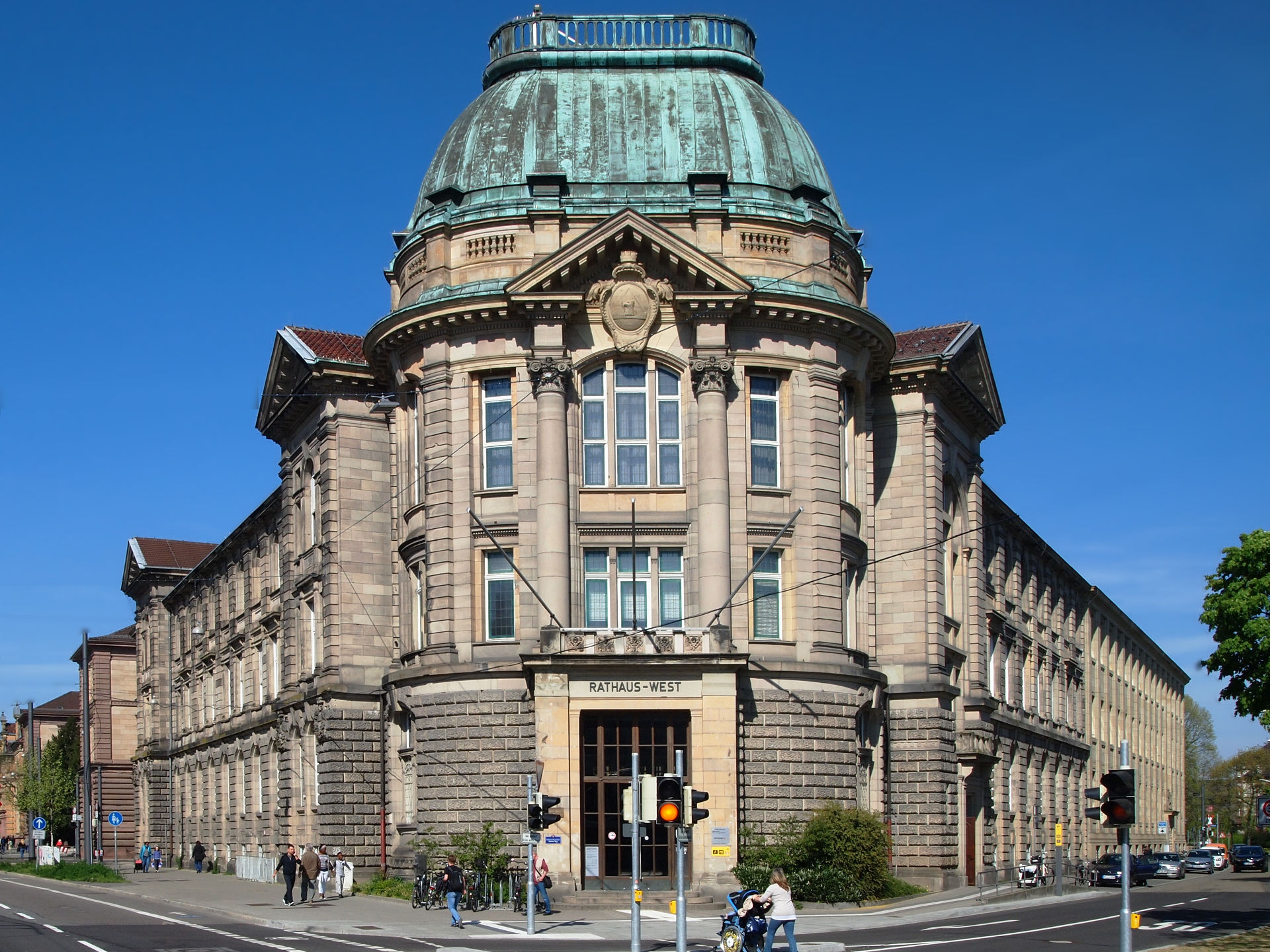
Ратуша на западе

Вестштадт (нем. Weststadt) — район города Карлсруэ. Расположен примерно в одном километре к западу от центра города.
Граничит с городскими районами Инненштадт-Вест на востоке, Зюдвестштадт на юге, Грюнвинкель на юго-западе, Мюльбург на западе, и Нордвестштадт и Нордштадт на севере.

## История
Северная часть Вестштадта была с самого начала участком органов власти и аристократическим кварталом, и осталась ею до сегодняшнего дня. Начиная от Мюльбургер-тор (Mühlburger), здесь расположены Ратхаус-вест, Генеральный государственный архив Карлсруэ, Высший земельный суд, тюрьма 1897 года (арх. Йозеф Дурм), спроектированная по отношению к окружающей среде в стиле итальянского палаццо) и Государственная Академия художеств Карлсруэ.
Южная часть района вначале была временной промзоной. Здесь были построены первые АЗС и пивоваренные заводы, пивной сад Карлсруэ, которые затем отсюда перенесли своё растущее промышленное производство.
После переезда индустрии, построенная в современном стиле плотная жилая застройка занимает эту область района до сегодняшнего дня.
Северная часть тянется от улиц Хильда-променад, названных в честь последней великой герцогини Бадена Хильды фон Нассау, которые после перенесения прежней трассы Максаубан (Maxaubahn) используются как зеленая зона.
Часть поселения Хардтвальд (Hardtwald) с 1920-х годов была в составе района Нордштадт, вплоть до 1995 года.
На гербе изображён Крауткопфбруннен (Krautkopfbrunnen) фонтан на площади Гутенберга, на котором трижды в неделю проходит базар.
В Вестштадте находятся академия художеств, земельный архив, административный суд, земельный суд, тюрьма, западная ратуша (Rathaus West), гимназия Лессинга, гимназия Гельмгольца, школа Гутенберга, городская больница, а также две из самых красивых площади Карлсруэ, площадь Гайдна и площадь Гутенберга.

## Достопримечательности
- Старокатолическая церковь Воскресения Христова 1897 года, арх. Карл Шефер[нем.]
- Евангелическая Церковь Христа, 1900 года, арх. Роберт Курйель и Карл Мозер
- Сандкорн-театр[нем.]
- Римско-католическая церковь св. Бонифация, 1908 года, арх. Йоханнес Шрот[нем.]
- Памятник Лейб-драгунам[нем.]
- Евангелическая Церковь св. Марка 1935 года, арх. Отто Бартнинг
- Евангелическая Церковь св. Луки, 1964 г., архитектурная фирма Россман

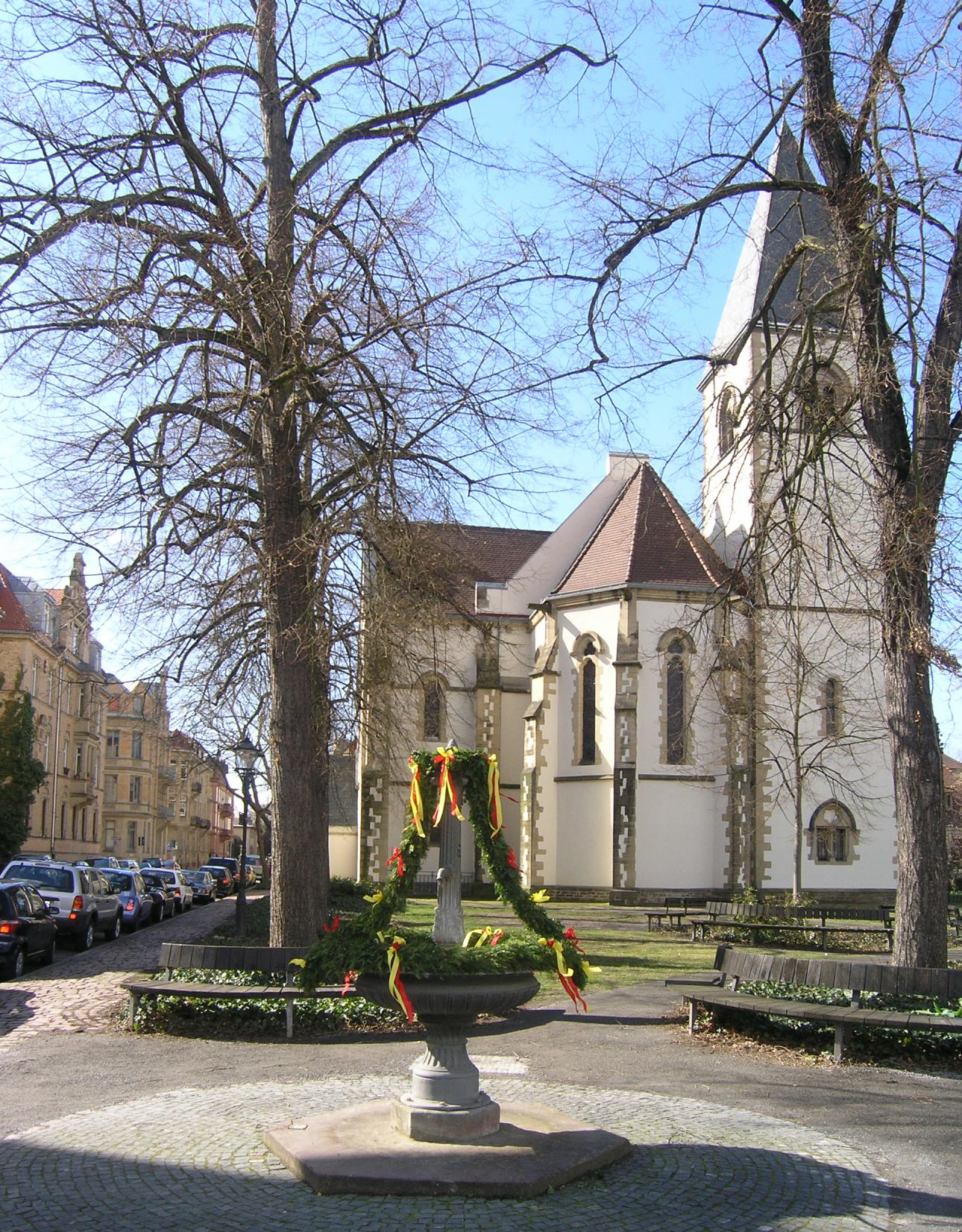
Старокатолическая церковь Воскресения Христова
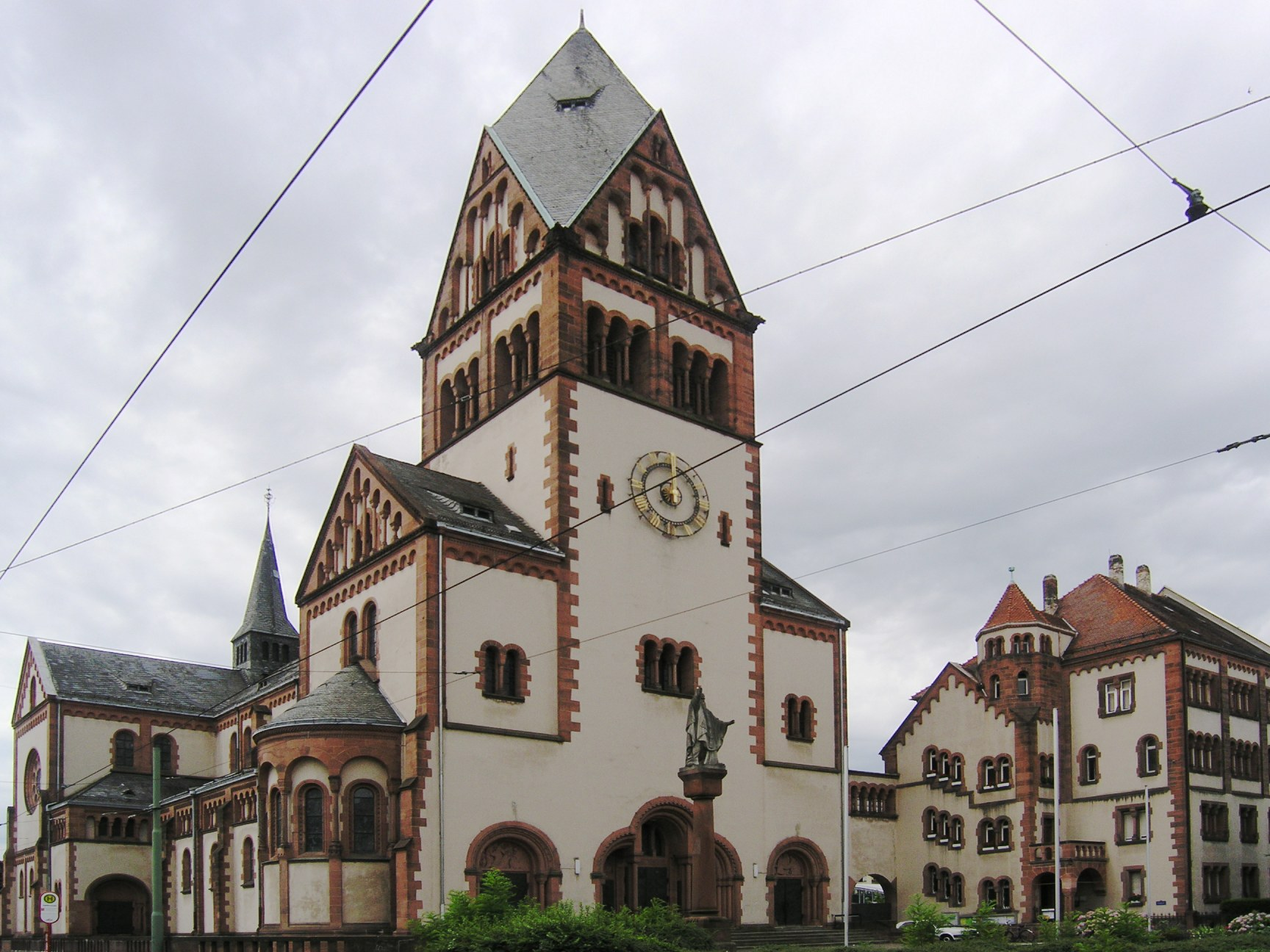
Римско-католическая церковь св.Бонифация
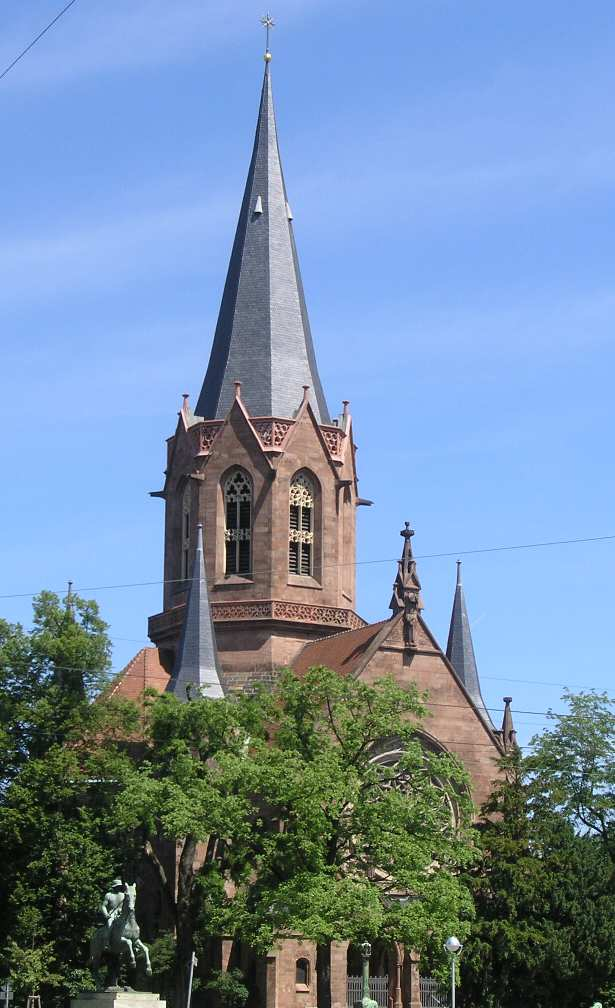
Церковь Христа
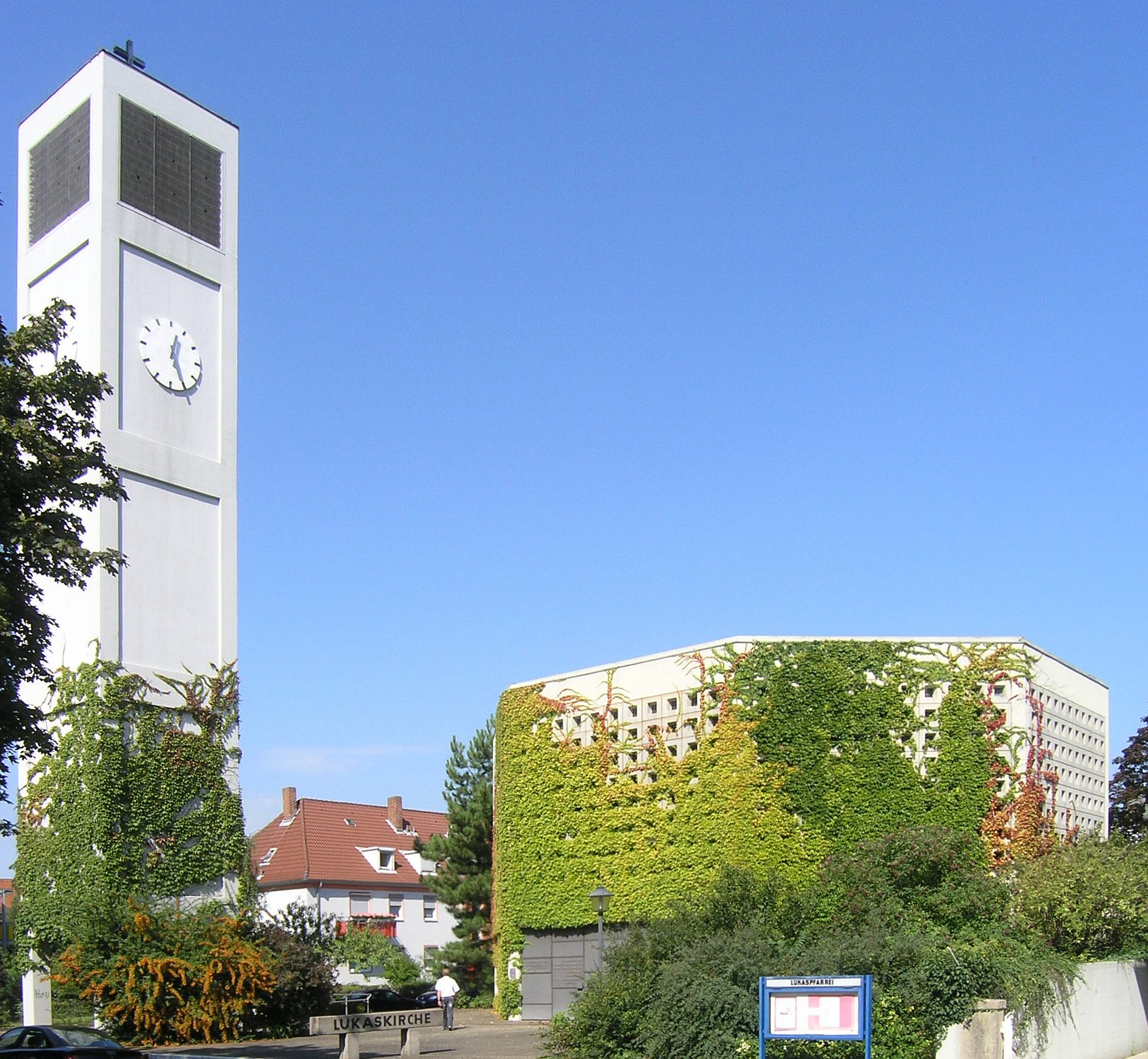
Церковь св. Луки
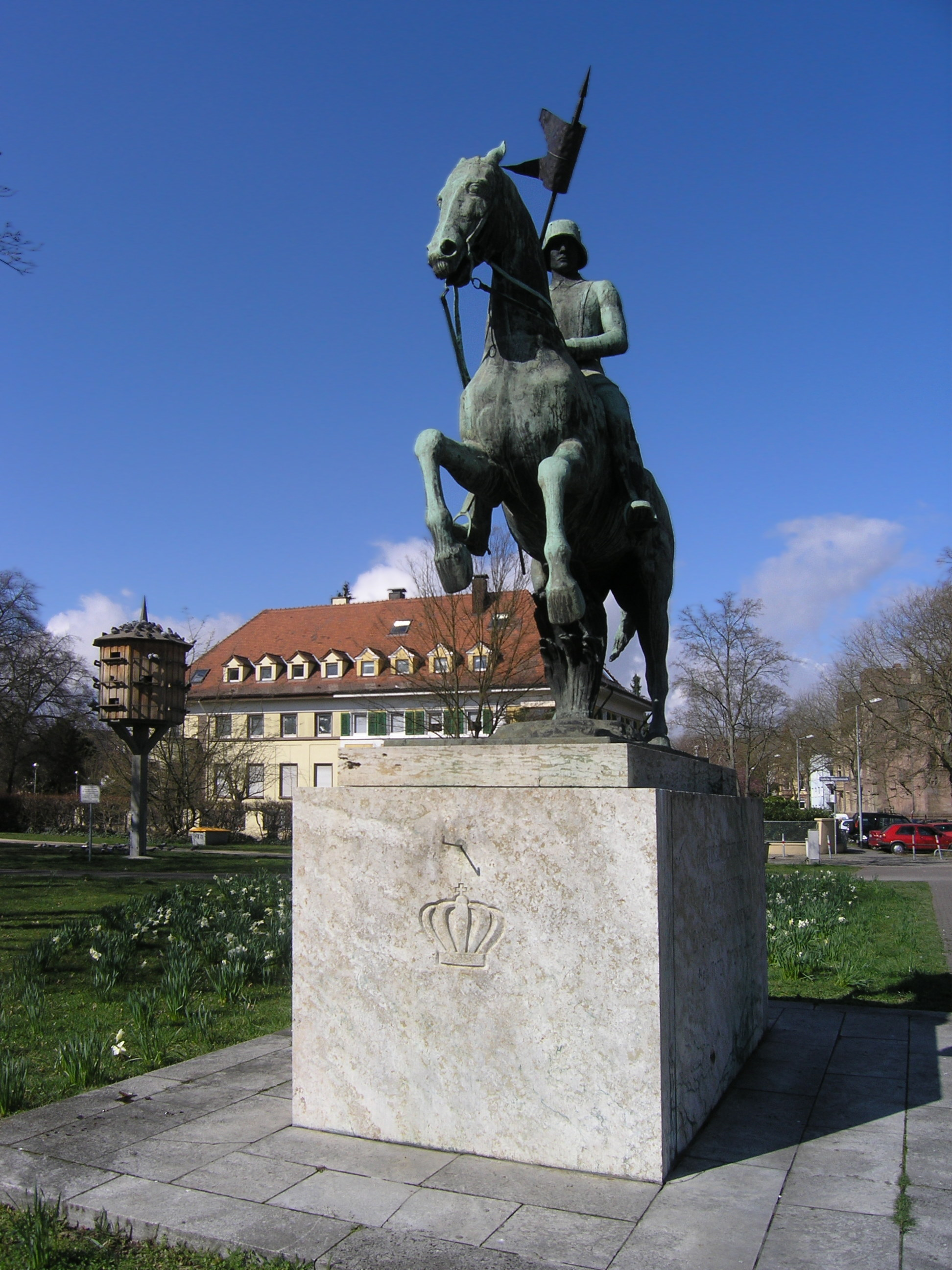
Памятник Лейб-драгунам
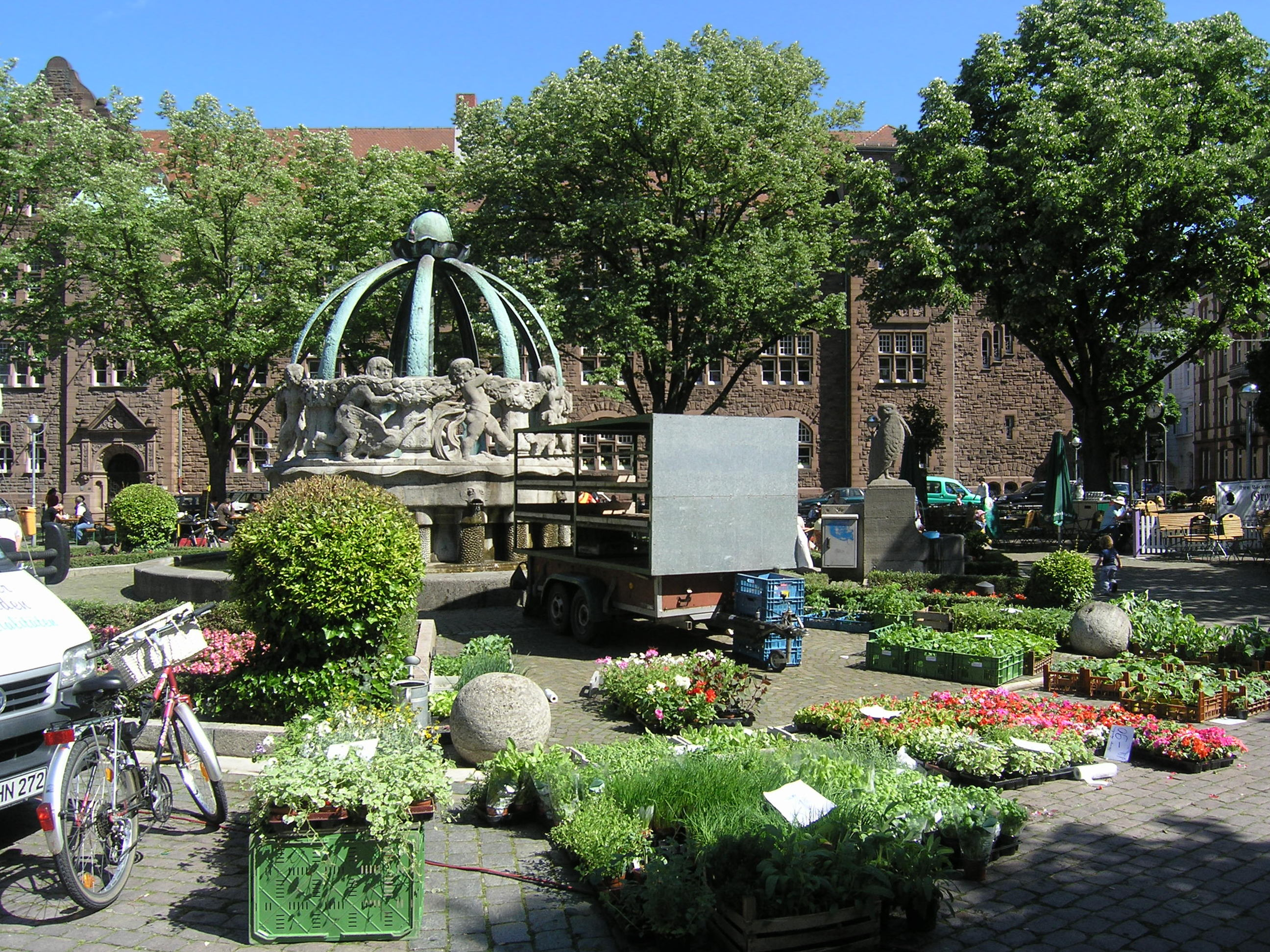
Площадь Гутенберга (Gutenbergplatz)
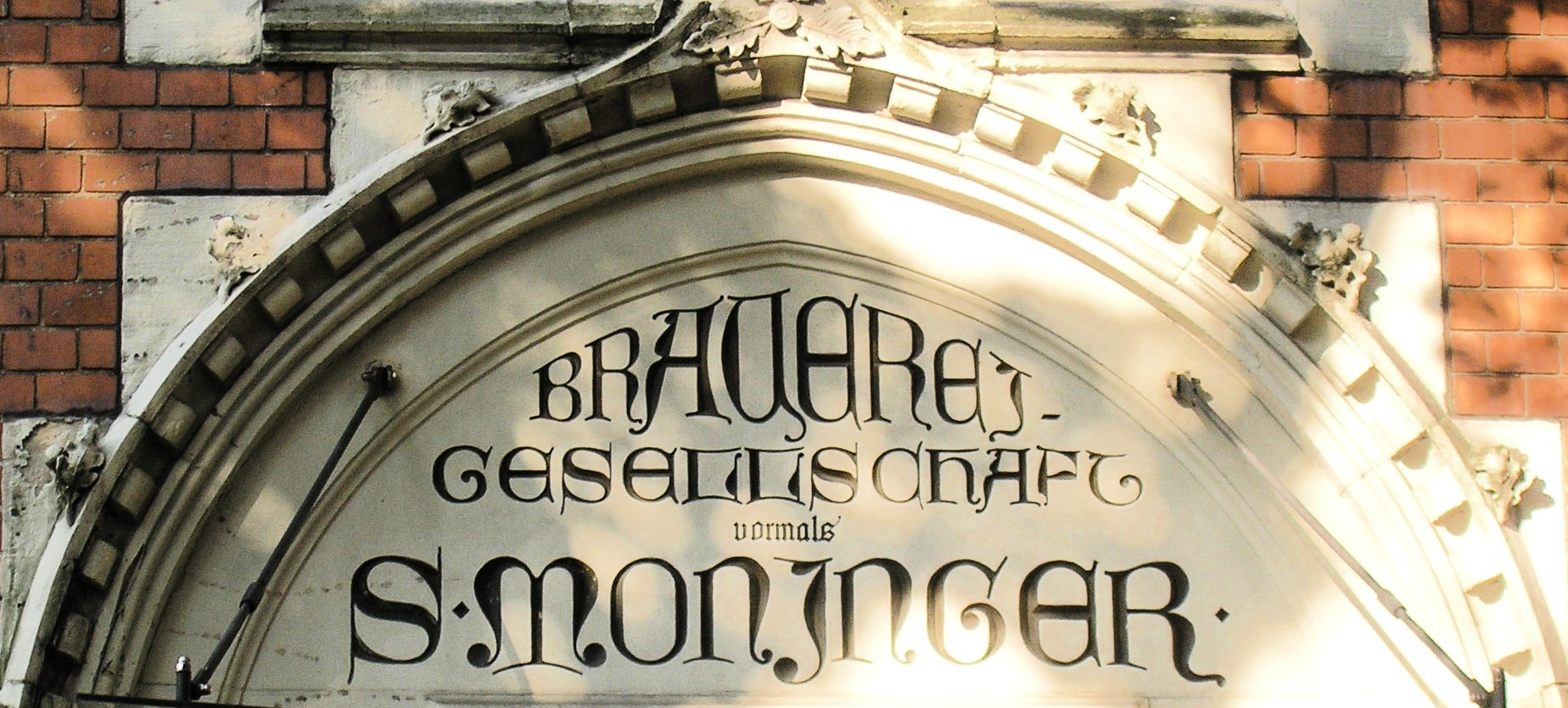
Jugendstil-Inschrift